# Église de Kakskerta
L'église de Kakskerta (en finnois : Kakskerran kirkko) est une église située dans l’île  de Kakskerta  à Turku en Finlande.

## Description
Conçue par Christian Friedrich Schröder, l'église de forme oblongue est construite de 1765 à 1769 et inaugurée en 1770. 
En 1824, Charles Bassi en conçoit le clocher.
En 1940, l’intérieur est presque entièrement rénové par Erik Bryggman.
Le Museovirasto a classé l'église parmi les sites culturels construits d'intérêt national.